# B4 (hudební skupina)
B4 je česká hudební skupina věnující se často improvizované hudbě. Nejedná se o žánrově vyhraněnou kapelu, ale vychází především z krautrocku, dotýkají se také psychedelie a postupem času i další hudby osmdesátých let. Kromě nástrojů běžně používaných v rockových kapelách, využívali také historické analogové elektronické nástroje a efekty. Ty časem kvůli praktičnosti nahradil software tyto nástroje simulující. Frontman Tomáš Procházka, který se věnuje také divadelní tvorbě, české texty deklamuje. Texty bývají kritické k aktuální době a objevuje se v nich i sarkasmus a absurdní humor. Na živých koncertech přehrávají svá alba výjimečně a věnují se spíše improvizaci. Všechna jejich alba vydalo nezávislé vydavatelství polí5. Skupina bývá nominována na výroční ceny Vinyla, kde získali i dvě ocenění za album roku.

## Historie
Kapela vznikla v roce 1998 a používá historické analogové elektronické nástroje. V roce 2011 vydala album Didaktik Nation Legendary Rock. Za album skupina získala cenu Vinyla 2011. Následujícího roku představila album Lux Oxid. Patnáct let oslavily vydáním patnáctialba Germanium složeným z rarit a archivních nahrávek a také patnáctihodinovým koncertem v galerii Disk, za který byli nominováni na cenu Vinyla 2013 v kategorii počin roku. V roce 2015 kapela vydala desku Die Mitternachtsmaus, na níž nahrála coververze písní skupiny The Plastic People of the Universe. Po vydání desky hráli s tímto programem koncerty a následně se do roku 2019 odmlčeli. Následující album Plastová okna se více propojuje s divadelní linií Tomáše Procházky, který je součástí umělecké skupiny Handa Gote a zároveň je prvním písňovým albem kapely. Za album Plastová okna skupina získala další cenu Vinyla a dočkalo se i alba remixů, na které přispěli umělci jako Martin Tvrdý, Ventolin a další. Následující album Pomázánkové máslo směřuje ještě více k písňové formě a je opět dobře přijímáno hudebními kritiky.

## Členové kapely
- Tomáš Procházka - kytary, elektronika, zpěv
- David Freudl - klávesové nástroje, elektronika, sbor
- Leoš Kropáček - akustické a elektronické bicí nástroje
- Jakub Pech -basová kytara, sbor
- Michal Zbořil - elektronika, sbor

## Diskografie
- Invisible Stories, 1999
- Zwickau, 2002
- Klang, 2004
- Jazz, 2004
- Computer Music, 2005
- Data Loss, 2008
- Pan Roman, 2009
- Ringo George Paul John, 2010
- Didaktik Nation Legendary Rock, 2011
- Lux Oxid, 2012
- Germanium, 2013 (dual disk: na jedné straně audio stopa s aktuálním albem, na druhé straně DVD datová stopa s 15 staršími alby skupiny B4 v mp3)
- Debris Music, 2014
- Die Mitternachtsmaus, 2015 (úpravy písní The Plastic People of the Universe)
- Do It Better, EP, 2017 (coververze skladeb skupiny B4 od spřátelených hudebníků)
- Plastová okna, 2019
- Plastová okna REMIXED, 2020 (remixy skladeb z alba Plastová okna od spřátelených hudebníků)
- Pomazánkové máslo, 2021
- VHS, 2023

## Ocenění
- Deska roku, Ceny Vinyla 2011
- Deska roku, Ceny Vinyla 2019